# Jim Nance McCord
Jim Nance McCord (17 de março de 1879 - 2 de setembro de 1968) foi um jornalista e político americano, o 40º Governador do Tennessee, com mandato de 1945 até 1949. Foi membro da Câmara dos Representantes dos Estados Unidos de 1943 a 1945. Ele também foi Comissário do departamento de conservação do Tennessee de 1953 a 1958 e foi um delegado à Convenção Constitucional estadual de 1953. Antes de ser governador e representante congressional, McCord serviu como prefeito de Lewisburg, Tennessee, de 1916 a 1942 e editor do Marshall Gazette.
Como governador, McCord aumentou a verba para a educação, instituiu um imposto estadual sobre vendas e uma lei de direito ao trabalho.

## Início de vida e carreira
McCord nasceu em Unionville, no Condado de Bedford, Tennessee, o segundo dos sete filhos de Thomas McCord, um agricultor e Iva (Steele) McCord. Ele foi educado em escolas públicas e por professores particulares. Em 1894 mudou-se para Shelbyville, onde trabalhou como balconista em uma loja de ferragem. Dois anos mais tarde, ele e seu meio-irmão, W. A. McCord, abriram uma livraria em Lewisburg no Condado de Marshall. De 1900 a 1910, McCord trabalhou como vendedor ambulante, ganhando um inestimável conhecimento das necessidades dos agricultores do Tennessee central.
Em 1901 McCord casou com Vera Kercheval, filha de William Kercheval, editor do jornal de Lewisburg, a Marshall Gazette. Em 1910, começou uma longa carreira de jornalista como editor e publicador do jornal após a compra de uma participação no jornal de seu sogro. Dois anos mais tarde, ele comprou as ações restantes de seu sogro.
Como editor, McCord apoiou os democratas "Independentes", uma facção pro-temperance (movimento em favor da Lei seca) do partido democrata estadual, na início da década de 1910. Na década de 1930, ele apoiou Franklin D. Roosevelt e o New Deal. Em 1942, McCord elegeu-se presidente da Associação de imprensa de Tennessee.
McCord interessou-se ao longo de sua vida por animais de criação, com foco principalmente no Gado Jersey e nos cavalos Walker Tennessee (raça de cavalo de marcha suave). Ele começou a trabalhar como leiloeiro de gado Jersey puro por raça em 1920 e ajudou a convencer o departamento de agricultura dos EUA, para estabelecer uma fazenda de gado leiteiro experimental especializado em gado Jersey, perto de Lewisburg, na década de 1930. Em 1935 McCord ajudou a formar a associação de criadores de cavalo walker do Tennessee.
A carreira política de McCord começou em 1914, quando foi eleito para a Corte do Condado de Marshall. Em 1916 foi eleito prefeito de Lewisburg, exercendo até 1942 seus 13 mandatos consecutivos. Ele foi um eleitor presidencial para Roosevelt em 1932 e foi um delegado à Convenção Nacional Democrática em 1940. Em 1942, ele concorreu sem oposição pela sede do 5º distrito do Tennessee para Câmara dos Representantes dos Estados Unidos, o titular da vaga havia sido reenquadrado pelo redistritamento no Tennessee.

## Governador do Tennessee
Em 1944, McCord procurou a indicação de seu partido para governador na disputa para suceder o então titular, Prentice Cooper, que teve sua limitação constitucional de mandatos atingida. Com o apoio do poderoso chefe político de Memphis, E. H. Crump, McCord ganhou as primárias por uma margem desequilibrada sobre Rex Manning o procurador-geral de Nashville e John R. Neal professor de direito de Knoxville, derrotanto após John Wesley Kilgo o procurador-geral de Greeneville e candidato republicano nas eleições gerais, com 275.746 votos sobre 158.742.
Durante seu primeiro mandato, McCord obteve verbas significativas para a educação, incluindo $4 milhões para reajustes salariais para professores e diretores, e financiamento para fornecer assistência escolar no regresso de veteranos da Segunda Guerra Mundial. Ele também assinou uma lei de aposentadoria para os funcionários públicos.
Na campanha para governador de 1946, McCord venceu novamente as primárias contra o favorito ex-governador Gordon Browning, que estava na Alemanha e não participou ativamente da campanha, tendo após facilmente derrotado o candidato republicano, W. O. Lowe, na eleição geral. A eleição primária de 1946 foi marcada por uma revolta conhecida como a "Battle of Athens", que iniciou quando várias centenas de veterenos da Guerra Mundial lançaram um ataque armado contra a prisão de Atenas, Tennessee, onde o xerife e várias pessoas ligadas Crump haviam recolhido as urnas, para presumivelmente para fraudar a eleição. McCord enviou a guarda do estado para restabelecer a ordem.
Durante seu segundo mandato, McCord promulgou um imposto de vendas de 2%, que Crump após relutar acabou concordando. As receitas deste imposto foram usadas para construir novas escolas, comprar ônibus escolares e ajudar a implementar o primeiro programa abrangente do estado com aplicação do 1º até o 12º graus. McCord também promulgou a legislação de direito ao trabalho, que foi possível com o Taft–Hartley Act (ato regulatório trabalhista) de 1947. A promulgação desta lei acabou afastando o eleitorado sindicalista.
Na disputa para governador de 1948, Browning, estava determinado a subjugar a máquina política de Crump, investindo uma forte campanha para a nomeação. Ele atacou McCord sobre o imposto de vendas e acusou Crump de fraude eleitoral. Os círculos eleitorais importantes, incluindo os veteranos, os eleitores afrodescendentes, eleitores rurais e sindicatos, começaram, gradualmente, abandonar Crump e McCord. No dia da eleição, Browning derrotou McCord com 231.852 votos sobre 158.854. Esta foi a primeira derrota de um candidato apoiado por Crump em uma eleição estadual para cargos importantes em mais de duas décadas.

## Últimos anos e morte
McCord foi um delegado à Convenção Constitucional estadual de 1953, que submeteu várias alterações importantes aos eleitores para aprovação, mais notavelmente a extensão do mandato do governador de dois para quatro anos e a revogação da poll tax (imposto em que a alíquota diminui à proporção que os valores sobre os quais incide são maiores) no estado. McCord também serviu no gabinete do governador Frank G. Clement como Comissário de conservação, de 1953 a 1958.
Em 1958, com 79 anos de idade, McCord disputou para governador como candidato independente (sem partido) contra o candidato democrata, Buford Ellington, seu assessor da campanha eleitoral anterior e companheiro de gabinete oficial de Clement. McCord recebeu apenas 32% dos votos comparados aos 58% de Ellington.
McCord morreu em Nashville em 2 de setembro de 1968, com a idade de 89 anos, uma década após seu último mandato de governo. Com sua morte, ele tornou-se o terceiro governador mais longevo da história do Tennessee, atrás de John I. Cox e Tom Rye, estes dois tendo vivido até os 90 anos. McCord está enterrado no cemitério de Oak Lone em Lewisburg.

## Família e legado
McCord tinha um irmão gêmeo, Ed, que morreu relativamente jovem. Seu pai, Thomas, lutou para a Confederação sob o comando do General Nathan B. Forrest durante a Guerra Civil Americana e um ferimento tornou necessário a amputação de parte de sua perna. Thomas McCord casou-se duas vezes antes de se casar com Iva Steele, e Jim Nance McCord teve vários meio-irmãos, destes dois primeiros casamentos.
McCord casou com Vera Kercheval, em 1901. Em 1954, um ano após sua morte, ele casou com Sula (Tatum) Sheeley. Em 1967, após a morte de sua segunda esposa, ele casou com Nell (Spence) Estes. McCord não teve filhos.
Edifícios dos campus das University of Tennessee at Knoxville, the University of Memphis, Tennessee Technological University, Tennessee State University, e da University of Tennessee at Martin, foram nomeados McCord em sua homenagem.

## Fonte da tradução
- Este artigo foi inicialmente traduzido, total ou parcialmente, do artigo da Wikipédia em inglês cujo título é «Jim Nance McCord».